# Werner Sottong
Werner Sottong (* 16. November 1907 in Kray; † 4. September 2003 in Bonn) war ein deutscher Fußballspieler und -trainer.
Der Diplom-Sportlehrer baute nach dem Krieg mit Männern wie Heinz Bohnert, Alfred B. Stork, Günther Stephan und Fritz Löhr die ETB-Fußballabteilung wieder auf. Dank ihnen konnten schon im Juli 1945 die ersten Freundschaftsspiele gegen den ESC Preußen und die Sportfreunde Katernberg ausgetragen werden – allerdings nicht offiziell unter den Vereinsnamen, da die britische Besatzungsmacht die Vereine aufgelöst hatte. In der Fußball-Oberliga West war er von 1949 bis 1953 als Trainer bei den Vereinen Rot-Weiß Oberhausen, Borussia Mönchengladbach und Sportfreunde Katernberg tätig.

## Laufbahn und Erfolge
Werner Sottong kam aus der ETB-Jugend, der er sich 1919 angeschlossen hatte. Bereits mit 17 Jahren spielte er unter Izidor Kürschner für die erste Mannschaft und wechselte 1931/32 zu Eintracht Frankfurt. Der Abiturient bestand 1933 an der Hochschule für Leibesübungen in Berlin sein Sportlehrerexamen, erhielt noch im gleichen Jahr seine erste Trainerstelle bei BV Preußen Altenessen und wechselte 1934 zu Hüsten 09. Danach war er für zwei Runden in der Gauliga Württemberg bei den Stuttgarter Kickers tätig und gewann mit diesen 1935/36 die Meisterschaft, hatte dann aber in der Endrunde um die deutsche Fußballmeisterschaft in der Gruppenphase gegen den späteren deutschen Meister 1. FC Nürnberg keine ernsthafte Chance.
Von Otto Nerz wurde er 1937 als Mitarbeiter an das Reichssportamt nach Berlin berufen; unter dessen Nachfolger Sepp Herberger arbeitete er als Reichssportlehrer. Am 21. März 1937 assistierte Sottong Otto Nerz bei einem Länderspiel gegen Frankreich, das 4:0 gewonnen wurde. Vor dem Krieg war der Essener noch als Verbandssportlehrer in der Nordmark und in Hessen im Einsatz. Vor dem Deutschen Turn- und Sportfest 1938 in Breslau betreute er am 17. Juli 1938 in Weimar im Ausscheidungsspiel gegen Sachsen die Auswahl von Hessen, verlor aber mit 3:4 und konnte deshalb mit Hessen nicht am eigentlichen Turnier vom 24. bis 31. Juli in Breslau teilnehmen.
In Kriegsgefangenschaft bei Rimini organisierte er als Lagersportkommandant weiter Fußballspiele, bis er 1946 offiziell das Traineramt bei Schwarz-Weiß Essen übernahm. In der Saison 1947/48 wurde der ETB nach 24 ungeschlagenen Meisterschaftsspielen unter seiner Regie Meister der Ruhrbezirksliga und stieg in die zweitklassige Landesliga auf. 1948 gewann er mit dem ETB gegen die Sportfreunde Katernberg vor 13.000 Zuschauern den Stadtpokal und veröffentlichte sein Buch Das Fußballspiel in Technik und Spielform. Ein Jahr später gab er sein Traineramt an „Pepi“ Uridil ab, der auch gleichzeitig Sottongs Vorgänger gewesen war.
Weitere Stationen Sottongs waren u. a. der VfB Speldorf, Rot-Weiss Essen (1948), Rot-Weiß Oberhausen (1949/50), Borussia Mönchengladbach (1950/51) und SF Katernberg (1951–1953). In der Chronik der Elf vom Bökelberg wird er beschrieben, „kein Mann alter Methoden, sondern ein moderner und gegenüber neuen taktischen Entwicklungen offener Trainer“, gewesen zu sein. An den noch zu unprofessionellen Umständen der Borussia der 1950er-Jahre scheiterte aber auch er. Mit Mönchengladbach belegte er in der Saison 1950/51 mit 25:35 Punkten den 14. Rang; Borussia wäre damit eigentlich gerettet gewesen. Da in der Tabelle aber zwei Punkte durch die Spruchkammer im „Fall Meinsen“ aus dem Spiel gegen Borussia Dortmund enthalten waren, nach der Rechtsprechung des Verbandes aber solche Punkte nicht über Meisterschaft oder Abstieg entscheiden durften, musste er mit der Borussia ein Entscheidungsspiel gegen Alemannia Aachen um den Klassenerhalt austragen. Am 6. Mai 1951 wurde das Spiel in Köln vor 18.000 Zuschauer ausgetragen und Aachen schaffte mit einem 5:1 den Klassenerhalt.
Sottong war 1950 vom Stadion Niederrhein an den Bökelberg gekommen, wo er in der Saison 1949/50 Rot-Weiß Oberhausen in der Oberliga West trainiert hatte. Mit Spielern wie Werner Günther, Erich Juskowiak und Werner Stahl hatte er mit RWO den 11. Rang erreicht.
Von Mönchengladbach ging sein Trainerweg 1951 wieder nach Essen, er unterschrieb bei den Sportfreunden Katernberg, dem Zechenclub im Essener Norden. Er übernahm den Verein nach dem Abgang von Helmut Rahn zu den Rot-Weissen von der Hafenstraße, Rot-Weiss Essen, der mit dem Club von Georg Melches prompt die Westmeisterschaft gewann und dabei 20 Tore erzielte. Tabellarisch verbesserten sich die Grün-Weißen unter Sottong auf den 10. Rang; Leistungsträger wie Heinz Kubsch, Kurt Carel, Josef Cesar, Erwin Harkener, Otto Majewski, Paul Mieloszyk, Helmut Penting und Willi Vordenbäumen hatten ihren Anteil daran. In seinem zweiten Trainerjahr bei den Sportfreunden konnte er 1952/52 deren Abstieg in die 2. Liga West aber nicht verhindern. Als Tabellenvorletzter mit 19:41 Punkten stieg die Mannschaft vom Stadion Am Lindenbruch aus der Oberliga West ab. Die Schwäche mit 4:26 Punkten in den Auswärtsspielen war zu gravierend, damit konnte der Abstiegskampf nicht erfolgreich bestritten werden.
Infolge einer Sportverletzung schied Sottong 1958 aus dem aktiven Sport aus. Er war später auch Mitgründer und zeitweise Vorsitzender des Essener Basketballclubs Frießem Werden 08, und auch Steele 03 wurde von ihm beraten. Mit Erfolg arbeitete er an der Fachzeitschrift „Der Schiedsrichter“ mit und schrieb kleinere Broschüren über den Sport, hauptsächlich über Fußball.
Sein Rentenalter verlebte Werner Sottong in Bonn-Oberkassel und hielt im Beethovenhaus regelmäßig Führungen ab. Er verstarb wenige Wochen vor seinem 96. Geburtstag.

## Würdigungen
- Oberkasseler Zeitung zum 80. Geburtstag
- Bonner Generalanzeiger zum 95. Geburtstag